# Kaapse dageraad
De Kaapse dageraad (Chrysoblephus gibbiceps) is een  straalvinnige vissensoort uit de familie van zeebrasems (Sparidae). De wetenschappelijke naam van de soort is voor het eerst geldig gepubliceerd in 1830 door Valenciennes.